# North Thames River
Der North Thames River ist ein 93,5 km langer rechter Nebenfluss des Thames River in der kanadischen Provinz Ontario.

## Flusslauf
Der North Thames River durchfließt die Countys Perth und Middlesex. Er hat sein Quellgebiet 14 km nördlich von Mitchell. Der North Thames River fließt in überwiegend südlicher Richtung. Nach 7 Kilometern passiert der Fluss Mitchell. Bei Flusskilometer 48 liegt die Kleinstadt St. Marys am Flusslauf. Bevor er die Großstadt London erreicht, wird der North Thames River zum 5,5 km langen Fanshawe Lake aufgestaut. Im Anschluss durchfließt er den Norden von London und mündet schließlich in den nach Westen strömenden Thames River. Letzterer wird oberhalb des Zusammenflusses auch South Thames River genannt. Der North Thames River nimmt mehrere Nebenflüsse auf, darunter Whirl Creek, Black Creek, Avon River, Otter Creek, Trout Creek, Gregory Creek und Wye Creek von links sowie Flat Creek, Fish Creek, Stoney Creek und Medway Creek von rechts.

## Hydrologie
Der North Thames River entwässert ein Areal von etwa 1785 km². Der mittlere Abfluss (MQ) am Pegel unterhalb des Fanshawe Dam, 14,3 km oberhalb der Mündung, beträgt 17,6 m³/s. In den Monaten März und April weist der Fluss die größten mittleren monatlichen Abflüsse auf, mit 48,1 m³/s bzw. 39,1 m³/s.

## Flussfauna
Im North Thames River kommen 47 Fischarten vor, darunter die Angelfische Schwarzbarsch (Smallmouth Bass), Forellenbarsch (Largemouth Bass) und Hecht (Northern Pike). Es gibt 4 gefährdete Fischarten im Flusssystem des North Thames River. Zu diesen zählen Moxostoma duquesni (Black Redhorse) und Notropis photogenis (Silver Shiner). Von den 18 im North Thames River vorkommenden Muschelarten gelten 4 als gefährdet, darunter Ptychobranchus fasciolaris (Kidneyshell), Paetulunio fabalis (Rayed Bean) und Lampsilis fasciola (Wavy-rayed Lampmussel).